# دره‌کند، لاچین
دره‌کند (ترکی آذربایجانی: Dərəkənd) یک منطقهٔ مسکونی در جمهوری آرتساخ است که در استان کاشاتاق واقع شده‌است.